# 俞孔震
俞孔震（16世紀—17世紀），號蒼良，江西廣信府永豐縣人，明朝政治人物。

## 生平
俞孔震是萬曆二十八年（1600年）庚子科江西鄉試舉人，四十四年（1616年）授北通州知州，有廉潔名聲，當時海寇肆虐，天啟元年（1621年）以才能陞寧波府同知，提拔諸生姜思睿，其登進士後成御史。

## 家族
父俞道長，恭謹儒者，獲朝廷加恩有言：「結廬在山水之間，得意處羲皇以上。」

## 引用
1. ↑  同治《廣豐縣志·卷七·選舉志》：舉人……萬厯二十八年庚子科……俞孔震 寧波府同知，見傳
2. 1 2  同治《廣豐縣志·卷八·人物志》：俞孔震，號蒼良，由鄉薦授北通州知州，廉幹有名，值海氛熾，以才陞寧波府同知，拔姜思睿於諸生中，成進士登顯秩；父道長恂恂儒者，膺寵命有云：「結廬在山水之間，得意處羲皇以上。」 前志